# Bój pod Kodziowcami

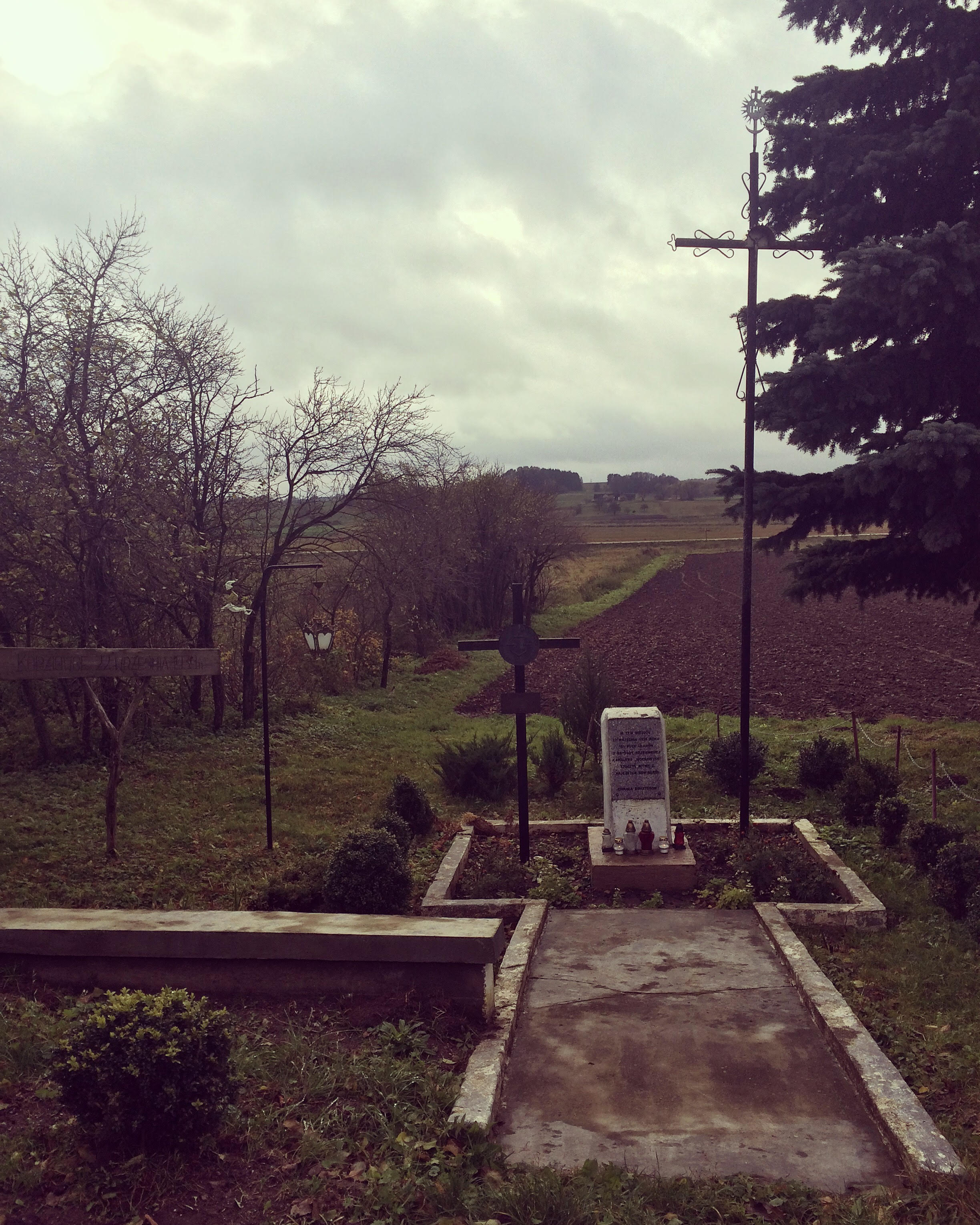
Pomnik w Kodziowcach – widok ogólny

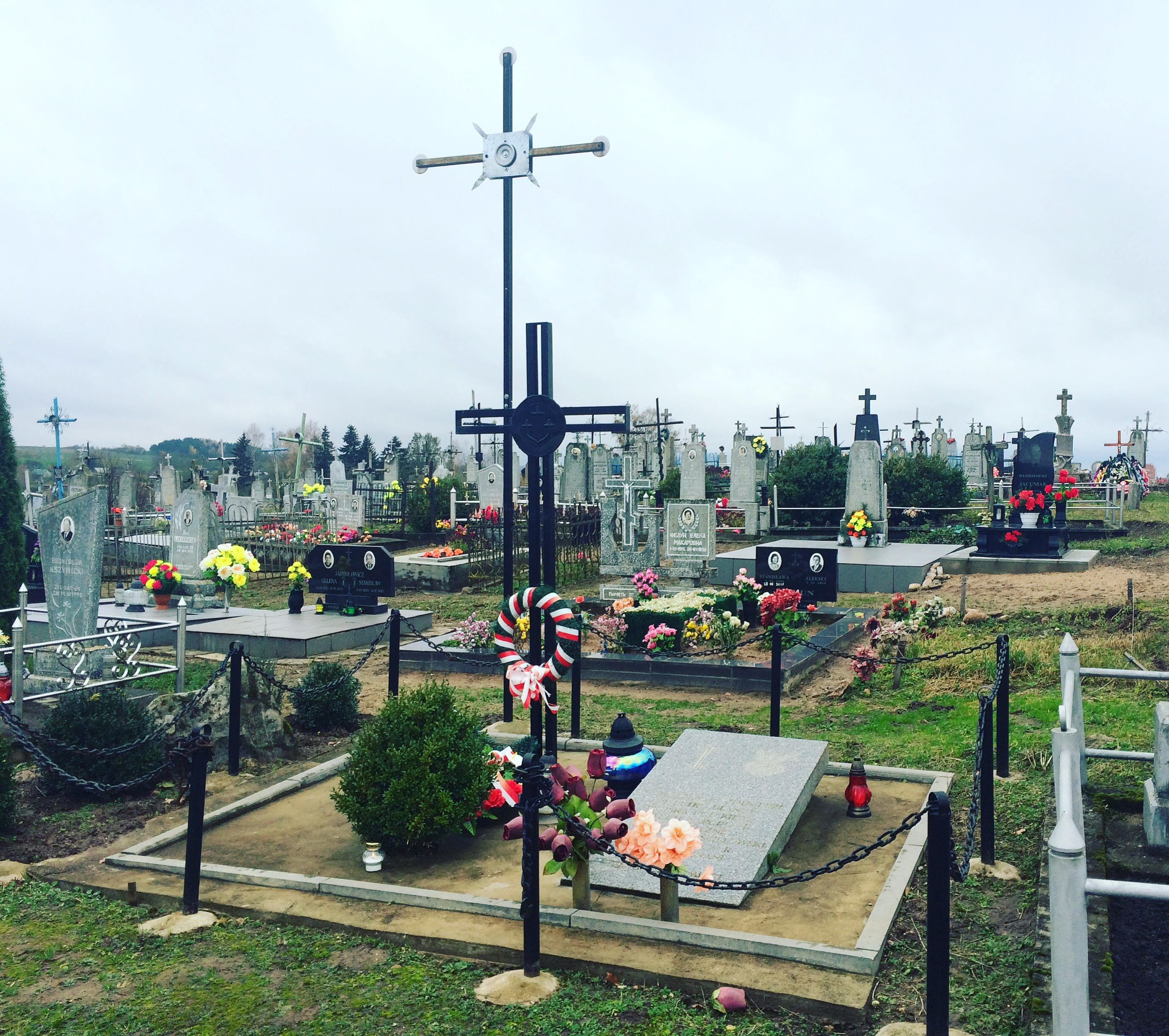
Mogiła żołnierzy poległych pod Kodziowcami na cmentarzu w Sylwanowcach

Bój pod Kodziowcami (w dokumentach sowieckich opisywany jako bój pod Sopoćkiniami) – starcie pomiędzy 101 pułkiem ułanów a oddziałem wydzielonym sowieckiej 2 Brygady Pancernej, stoczone nocą 21/22 września 1939 roku we wsi Kodziowce pod Sopoćkiniami.
Zacięty bój trwał kilka godzin. Mimo ciężkich strat i zdecydowanej przewagi przeciwnika polscy kawalerzyści zdołali odeprzeć wszystkie sowieckie ataki. Bój pod Kodziowcami był jednym z największych starć rozegranych w trakcie agresji ZSRR na Polskę we wrześniu 1939 roku.

## Preludium
22 września 1939 roku dobiegła końca dwudniowa obrona Grodna przed Armią Czerwoną. Ze względu na fakt, iż Sowietom nie udało się szczelnie zamknąć pierścienia okrążenia, większość polskich obrońców zdołała już poprzedniego dnia wycofać się z miasta. Główna droga odwrotu prowadziła w kierunku północnym, gdzie podążyła m.in. Brygada Rezerwowa Kawalerii „Wołkowysk”. Późnym wieczorem i nocą 21/22 września główne siły polskiego zgrupowania przeprawiły się przez Niemen w okolicach Hożej, po czym zatrzymały się na postój w okolicach Sopoćkiń. Żołnierze zajęli kwatery zarówno w tej miejscowości, jak też w leżących wokół wioskach i dworach. We wsi Kodziowce, położonej 7 km na wschód od Sopoćkiń, stanął 101 pułk ułanów dowodzony przez mjr. Stanisława Żukowskiego.
Tymczasem  21 września o godz. 15:00 z Sokółki wyruszył w kierunku północnym oddział zbiorczy pod dowództwem mjr. Czuwakina, wydzielony ze składu sowieckiej 2 Brygady Pancernej. W jego składzie znalazł się batalion czołgów, dwie kompanie zmechanizowane, pluton rozpoznawczy, pluton przeciwlotniczych karabinów maszynowych, bateria dział ppanc., służby tyłowe – razem 34 czołgi BT-7, 6 samochodów pancernych BA-10, 6 armat ppanc. kal. 45 mm oraz 470 oficerów i żołnierzy. W myśl rozkazów dowódcy Dzierżyńskiej Grupy Konno-Zmechanizowanej, komkora Iwana Bołdina, oddział mjr. Czuwakina miał opanować Augustów i Suwałki oraz rozgromić polskie oddziały koncentrujące się w lasach augustowskich. Trasa marszu sowieckiego oddziału wiodła przez Sopoćkinie.
Oddział Czuwakina, tracąc po drodze cztery czołgi z powodu awarii i wypadków drogowych, dotarł 22 września ok. godz. 2:00 do wsi Bieliczany (kilkanaście kilometrów na wschód od Sopoćkiń). Nocny przemarsz sowieckich czołgów został zauważony przez oddział ochotników z batalionu mjr. Serafina, który wycofywał się od strony Niemna. Po dotarciu do Kodziowców ochotnicy ostrzegli ułanów o obecności nieprzyjaciela, lecz mjr Żukowski przeszedł nad tym faktem do porządku dziennego. Tymczasem w Bieliczanach sowiecki dowódca podzielił swój oddział na dwie grupy. Jedna z nich wyruszyła w kierunku Kownian i Sopoćkiń, druga przeszła przez Sylwanowce, po czym skierowała się na Kodziowce.

## Przebieg bitwy
Na krótko przed północą 22 września do ubezpieczeń 110 pułku ułanów, wystawionych od strony Sylwanowców, zbliżyły się sowieckie samochody pancerne. Prawdopodobnie stanowiły one szpicę oddziału Czuwakina. W wyniku krótkiego starcia uszkodzono kilka pojazdów, a resztę zmuszono do odwrotu. W ślad za wycofującym się przeciwnikiem wysłano polskie patrole, które odkryły, że w okolicach Kodziowców znajduje się sowiecki oddział pancerny. Nie znając zamiarów, ani siły nieprzyjaciela, mjr Żukowski polecił swoim kawalerzystom zająć obronę okrężną.
Około godziny 1:30, gdy czujność polskich żołnierzy nieco osłabła, do Kodziowców zbliżyło się siedem czołgów BT-7. Sowieckie pojazdy bez większych trudności przebiły się przez polskie ubezpieczenia, po czym z zapalonymi reflektorami przejechały przez wieś, strzelając na oślep z dział i karabinów maszynowych.
Przewidując, że rajd sowieckich czołgów stanowił tylko wstęp do dalszych ataków, mjr Żukowski kontynuował przygotowania do obrony okrężnej. Swój pułk podzielił na dwa dywizjony, które miały samodzielnie prowadzić walkę w przypadku przełamania linii obrony. Pod swoim osobistym dowództwem pozostawił 3 i 4 szwadron, połowę szwadronu ckm oraz swój własny poczet. Rotmistrzowi Narcyzowi Łopianowskiemu oddał natomiast pod komendę 1 i 2 szwadron, drugą połowę szwadronu ckm, a także pluton saperów.
W międzyczasie jeden z polskich patroli wykrył, że na wschód od wsi rozłożył się pododdział sowieckiej piechoty, którego dowódca czuł się na tyle pewnie, iż nie wystawił żadnych ubezpieczeń. Dowódca pułku postanowił wykorzystać tę okazję i zaskakującym uderzeniem zniszczyć nieostrożnego przeciwnika. Polski atak rozpoczął się o godzinie 4:00 nad ranem. Kawalerzystom udało się zaskoczyć Sowietów, lecz nie zdołali rozgromić ich oddziału, gdyż w tym samym czasie od zachodu, wschodu i północnego wschodu uderzyły na Kodziowce sowieckie czołgi wsparte przez piechotę.
Przewaga techniczna i ogniowa Sowietów była całkowita. Wbrew oczekiwaniom przeciwnika polscy żołnierze nie wpadli jednak w panikę na widok czołgów, lecz stawili zaciekły opór. W tym trudnym położeniu na korzyść obrońców przemawiał fakt, że sowieccy oficerowie dowodzili w sposób bardzo nieudolny i wkrótce stracili kontrolę nad walczącymi oddziałami. W rezultacie polscy kawalerzyści zdołali odseparować nieprzyjacielską piechotę od broni pancernej, po czym przystąpili do systematycznego likwidowania pozbawionych osłony czołgów. Zadanie to było jednak bardzo utrudnione ze względu na fakt, iż 101 pułk ułanów dysponował zaledwie jednym karabinem przeciwpancernym z kilkoma sztukami amunicji. Do walki z sowieckimi pojazdami musiano więc używać butelek zapalających, a gdy tych zabrakło – lamp naftowych zarekwirowanych miejscowym chłopom. Polscy saperzy podkładali również miny talerzowe pod gąsienice czołgów, jednakże bez większego rezultatu. Wyjątkową brawurą wykazali się kpr. Choroszuk i uł. Połoczanin z 2 szwadronu, którzy dobiegli do nieprzyjacielskich pojazdów i wskoczyli na pancerze, aby kolbami swoich karabinów wyłamać lufy czołgowych km-ów.
Mimo wielokrotnie ponawianych ataków czołgiści Czuwakina nie zdołali wyprzeć Polaków ze wsi. W międzyczasie dowódca polskiego zgrupowania, gen. Wacław Przeździecki, rozkazał podległym sobie oddziałom skoncentrować się w pobliżu Sopoćkiń, a następnie przystąpić do odwrotu w kierunku granicy państwowej z Litwą. Około godziny 8:00 rano 101 pułk ułanów odparł ostatni sowiecki atak. Czerwonoarmiści podjęli próbę podpalenia wsi ogniem pocisków zapalających, lecz z powodu wilgoci po opadach deszczu – nie udało im się zrealizować tego zamierzenia. W myśl rozkazów gen. Przeździeckiego polscy kawalerzyści opuścili stanowiska obronne i oderwali się od nieprzyjaciela.

## Bilans
Bój pod Kodziowcami był jednym z największych starć stoczonych w trakcie agresji ZSRR na Polskę we wrześniu 1939 roku. Wysokość strat poniesionych przez 101 pułk ułanów pozostaje trudna do ustalenia, nie ma jednak wątpliwości, że były one poważne. Największe straty poniosły 2 i 3 szwadron, które utraciły blisko 50 proc. żołnierzy (zabitych i rannych) oraz 70 proc. koni. Wiele ofiar odnotowano również w pozostałych pododdziałach. W gronie poległych znaleźli się m.in. dowódca 3 szwadronu por. Stanisław Dobrzański oraz dowódca szwadronu ckm rtm. Apoloniusz Ścisłowski. Ciężko ranny mjr. Żukowski zmarł niedługo po przekroczeniu granicy litewskiej.
Źródła sowieckie podają, że w nocnym boju oddział mjr. Czuwakina utracił cztery czołgi, trzy samochody oraz 25 zabitych i rannych żołnierzy. Czesław Grzelak przypuszczał jednak, że sowieccy oficerowie zaniżyli swoje straty, m.in. nie uwzględniając uszkodzonych i niezdatnych do naprawy czołgów. Generał Przeździecki oceniał, że w rejonie Sopoćkiń zniszczono 22 sowieckie czołgi, w tym siedemnaście podczas boju w Kodziowcach. W ocenie prof. Grzelaka szacunki te mogą odpowiadać rzeczywistości.
Bój pod Kodziowcami bywa niekiedy opisywany jako największe polskie zwycięstwo odniesione nad wojskami sowieckimi podczas kampanii wrześniowej 1939 roku . Bardziej wstrzemięźliwie oceniał przebieg starcia Czesław Grzelak, wskazując, że Polakom nie udało się rozgromić przeciwnika, stąd trudno uznać ten bój za jednoznaczne zwycięstwo. Niemniej w jego ocenie za polski sukces należy uznać fakt, że 101 pułk ułanów nie tylko uniknął rozbicia, lecz również dotrzymał pola przeważającemu nieprzyjacielowi, zadał mu poważne straty, a swoje pozycje opuścił dopiero na wyraźny rozkaz gen. Przeździeckiego. Co więcej, bój pod Kodziowcami związał oddział Czuwakina, uniemożliwiając realizację jego celów taktycznych, a także pozwolił pozostałym polskim oddziałom wycofać się bez większych strat z rejonu Sopoćkiń.